# 李峰 (主持人)
李峰是中国主播、制作人、主持人。李女士曾任中央电视台海外中心新闻部文教组组长。曾任《中国新闻文化报道》制片人、主持人，中央电视台中文国际频道《海峡两岸》制片人、主持人。 
2001年获得中国彩虹奖一等奖。 
毕业后，李峰在最高人民法院从事法制宣传工作。 
1993年初，她在中央电视台海外中心新闻部工作，任文教组组长。李参加报道香港回归、十五大等重大事件。 
此外，李于1998年4月参与创办《中国新闻文化报道》栏目，并担任节目制作人和主持人。 
2000年2月任中央电视台（CCTV-4）中文国际频道《海峡两岸》节目制作人、主持人。次年，由她主持的节目《李敖与大陆观众的第一次对话》获得中国彩虹奖一等奖。 
2005年出版《李峰看台湾》，讲述了她在台湾工作的个人经历。